# Csinger-patak
A Csinger-patak Úrkúttól nyugatra ered, Veszprém vármegyében. A patak forrásától kezdve délnyugati irányban halad Ajkáig, ahol beletorkollik a Torna-patakba.
A Csinger-patak vízgazdálkodási szempontból a Marcal Vízgyűjtő-tervezési alegység működési területéhez tartozik.

## Part menti települések
- Úrkút
- Ajka